# 勝村政信
勝村 政信（かつむら まさのぶ、1963年7月21日 - ）は、日本の俳優。身長173cm。血液型はA型。シス・カンパニー所属。
埼玉県蕨市出身。埼玉県立浦和北高等学校卒業。

## 経歴
父は日本橋にある老舗佃煮屋日本橋鮒佐の職人で、厳格な性格だった。
高校卒業後2年間の会社員生活を経て、当時全盛だったファッションモデル業を志すも、身長が足りないと判断して断念する。その後、演劇を志し、蜷川幸雄の下で2年間の修行を経て、観劇に来た鴻上尚史に招かれ劇団第三舞台に合流し、得がたいキャラクターという評で人気が出てくる。筧利夫とは第三舞台時代の先輩後輩の間柄である。
第三舞台時代に観劇に来た番組プロデューサーの眼に留まったがことがきっかけでオファーを得た『天才・たけしの元気が出るテレビ!!』への出演をきっかけに知名度を大きく上げるようになったが、出演当初は舞台を知るファンからは「あんな品のない番組に出るなら、ファンをやめる」など、酷評も少なからず来ていた。
その他、俳優活動のみならず、バラエティ番組への出演や映画監督を務めるなど、幅広い分野で活躍している。

## 人物
- クロスドミナンス（筆記は右、箸は左）である。
- 2011年4月からはテレビ東京系サッカー番組『FOOT×BRAIN』の司会者に就任し（下記参照）、2016年のJリーグアウォーズでは司会を務めた[5]。
- 偏食家であり、特にシイタケが苦手。他にもメロンを苦手としている[6]。

## 出演

### テレビドラマ

#### NHK
- 連続テレビ小説
  - 「春よ、来い」（1994年）- 長坂伸三 役
  - 「瞳」（2008年9月）- 長瀬渡 役
- ソリトン 金の斧銀の斧「トナカイのドロップ」（1994年12月24日、NHK教育）
- ドラマ新銀河
  - 元気をあげる〜救命救急医物語（1996年）- 加藤正史 役
  - 愛情旅行（1997年）- 石橋渡 役
- 大河ドラマ
  - 「毛利元就」（1997年）- 渡辺通 役
  - 「義経」（2005年）- 平重盛 役
- 負けぬが勝ち〜川崎純情ジム物語（1997年、NHK BS-2）
- 水曜ドラマの花束「怒る男 わらう女」（1999年）第5回・第11回ゲスト
- 戦争を知らない君たちへ（2001年8月10日、NHK BS9）
- 韓国のおばちゃんはえらい!（2002年1月2日）- 伊藤洋介 役
- 金曜時代劇「平岩弓枝のお美也」（2002年）- 清次郎 役
- ロッカーのハナコさん（2002年）- 緒園隆文 役
  - 帰ってきたロッカーのハナコさん（2003年）
- 盲導犬クイールの一生（2003年）- 仁井勇 役
- 慶次郎縁側日記1（2004年）第2回ゲスト - 七五郎 役
- 正月時代劇「堀部安兵衛」（2007年1月1日）- 鳥羽又十郎 役
- 土曜ドラマ
  - 「監査法人」（2008年6月）- 吉野晴喜 役
  - 「芙蓉の人〜富士山頂の妻」（2014年）- 和田雄治 役
  - 「植木等とのぼせもん」（2017年） - 古澤憲吾 役[7]
- ドラマ10「マドンナ・ヴェルデ〜娘のために産むこと〜」（2011年）- 清川吾郎 役
- 大岡越前（2013年、NHK BSプレミアム）- 榊原伊織 役
  - 大岡越前2（2014年）
  - 大岡越前3（2016年）
  - 大岡越前スペシャル（2017年1月3日）
  - 大岡越前4（2018年）第1回ゲスト
  - 大岡越前スペシャル〜大波乱!宿命の白洲〜（2023年12月29日）[8]
  - 大岡越前7（2024年）[9]
  - 大岡越前8（2025年）[10]
- プレミアムドラマ
  - 「ハードナッツ!」（2013年、NHK BSプレミアム）- 小林幸司 役
  - 「嫌な女」（2016年、NHK BSプレミアム）- 坂口博之 役
  - 「全力失踪」（2017年、NHK BSプレミアム） - 芹沢圭介 役[11]
  - 「歪んだ波紋」（2019年、NHK BSプレミアム） - 中島有一郎 役
  - 「舟を編む 〜私、辞書つくります〜」（2024年2月18日 - 4月21日、NHK BS・NHK BSプレミアム4K） - 秋野蘭太郎 役[12]
  - 「老害の人」（2024年5月5日 - 、NHK BS・NHK BSプレミアム4K） - 戸山純市 役[13]
- 創作テレビドラマ大賞「川獺（かわうそ）」（2016年3月29日） - 須藤明憲 役[14]
- BS時代劇 「明治開化 新十郎探偵帖」（2020年12月11日 - 2021年2月5日、NHK BSプレミアム/NHK BS4K）
- BS時代劇 「善人長屋」 第7話・第8話（2022年8月19日・26日、NHK BSプレミアム・BS4K） - 夜叉坊主の代之吉 役[15]
- 広重ぶるう（2024年3月23日、NHK BSプレミアム4K）[16]
- シバのおきて〜われら犬バカ編集部〜（2025年9月30日〈予定〉 - ）[17]

#### 日本テレビ
- 60分放し飼い「第三舞台スペシャル ビコーズ・オブ・ザ・サマー」（1990年7月21日）
- まったナシ!（1992年）
- はだかの刑事（1993年）- 古賀茂巡査 役
- STATION（1995年）
- グッドラック（1996年）- 佐藤年男 役
- 火曜サスペンス劇場
  - 「食卓のある風景」（1996年10月15日）- 高柳豊 役
  - 「遠い日の花火」（1997年9月23日）- 三村義彦 役
  - 「小京都ミステリー22 津軽弘前殺人事件」（1998年2月24日）- 松戸幸四郎 役
  - 「身辺警護」（1998年4月14日）- 内藤洋介 役
  - 「ふるさとの傷・愛は残酷…」（2000年12月12日）- 吉村秀之 役
  - 「軽井沢ミステリー1 待っていた女」（2001年11月13日）- 沢地耕造 役
  - 「どうぞ安らかに2」（2002年9月10日）- 内田敏夫 役
  - 「京都金沢花咲爺殺人事件」（2004年4月20日）- 小田原真一 役
  - 「検事 霞夕子23 すれ違った愛」（2004年8月10日）- 多岐川良道 役
- カネボウヒューマンスペシャル「三人姉妹」（1997年2月11日）
- 奇跡の人（1998年、読売テレビ）- 船山竜也 役
- Shin-D 東京らぶ 第6話（2000年3月13日）- 堀田 役
- バカヤロー！2000 ニッポン人の怒りが爆発する!!「パの字でつまずくなんて」（2000年3月29日）
- 明日があるさ（2001年）第10回ゲスト - 上村 役
- 私立探偵 濱マイク（2002年、読売テレビ）第9回ゲスト - スギサキ 役
- 新春ドラマスペシャル「負け犬の遠吠え」（2005年1月8日）- 湯川邦彦 役
- 瑠璃の島（2005年）- 松隈浩二 役
  - 瑠璃の島 スペシャル（2007年1月6日）
- 日本のシンドラー杉原千畝物語 六千人の命のビザ（2005年10月11日、読売テレビ）- 滝川光也 役
- 24時間テレビスペシャルドラマ「君がくれた夏 〜がんばれば、幸せになれるよ〜」（2007年）- 医師 役
- ホカベン（2008年）第9回 - 10回ゲスト - 不破憲一 役
- キイナ〜不可能犯罪捜査官〜（2009年）第1回ゲスト - 鷺沼博 役
- VISION-殺しが見える女-（2012年、読売テレビ）- 清末功輝 役
- 斉藤さん2（2013年）- 岩田巡査 役
- ドS刑事（2015年）- 有栖川恒夫 役
- 怪盗探偵 山猫（2016年）第1回ゲスト - 高杉直哉 役
- 祈りのカルテ 研修医の謎解き診察記録（2022年10月8日 - 12月17日、日本テレビ） - 志村雄一 役[18]
- ノンレムの窓 2023・新春 第2話「代行社会」（2023年1月7日〈予定〉、日本テレビ）[19]
- めぐる未来（2024年1月18日 - 3月22日、読売テレビ） - 時任まこと 役[20]

#### TBS
- 泣きたい夜もある 第9回（1993年5月30日、毎日放送）- 満 役
- 月曜ドラマスペシャル
  - 「あの声は悪魔の囁き」（1995年8月28日）
  - 「居酒屋刑事 消えた少女」（1998年3月8日）- 石川信吾 役
  - 「真夏の恐怖劇場 前世の女」（1999年7月26日）- 門倉千明 役
- ラブの贈りもの（1996年 - 1997年）- 渡辺芳明 役
- 向田邦子新春シリーズ「終わりのない童話」（1998年1月12日）- 寺崎庄一郎 役
- 1998バトルな女ドラマ「七人のOLソムリエ」（1998年9月25日）- 赤木 役
- ザ・ドクター（1999年） - 渡部浩一 役【友情出演】
- サラリーマン金太郎（1999年）- 田中政和 役
  - サラリーマン金太郎 スペシャル（1999年10月3日）
  - サラリーマン金太郎2（2000年）
  - サラリーマン金太郎3（2002年）
  - サラリーマン金太郎4（2004年）第10回ゲスト
- 月曜ミステリー劇場「ホステス探偵危機一髪」4（2002年3月11日）- 下村隆志 役
- 水曜プレミア
  - 「夏目家の食卓」（2005年1月5日）- 水島寒月 役
  - 「江戸前鮨職人 きららの仕事」（2005年5月25日）- 高野有樹 役
- 金田一耕助シリーズ32「神隠し真珠郎」（2005年7月18日）- 乙骨研二 役
- 少しは、恩返しができたかな（2006年3月22日）- 榊宏昭 役
- タイヨウのうた（2006年）- 雨音謙 役
- 松本清張スペシャルドラマ・塗られた本（2007年12月17日）- 紺野卓一 役
- 夢路 第41回「この道の先には、少年時代の自分が待っている」（2008年2月24日）
- スマイル（2009年）- 柏木啓介 役
- 女医・早乙女美砂『ガラスの階段』（2013年2月4日）- 菅原一仁 役
- 刑事のまなざし（2013年）第3回ゲスト - 吉沢篤郎 役
- このミステリーがすごい! ベストセラー作家からの挑戦状「黒いパンテル」（2014年12月29日）- 主演・須藤 役
- 月曜名作劇場 はぐれ署長の殺人急行 2「秩父SL迷宮ダイヤ」（2017年6月26日）- 大和公三 役
  - はぐれ署長の殺人急行 3「伊豆修善寺迷宮ダイヤ」（2018年1月22日）
  - はぐれ署長の殺人急行 4「日光・鬼怒川連続殺人」（2018年7月9日）
- Heaven? 〜ご苦楽レストラン〜（2019年7月9日 - 9月10日） - 堤計太郎 役
- オールドルーキー 最終話（2022年9月4日） - 光岡浩明 役
- 闇金ウシジマくん外伝 闇金サイハラさん（2022年9月21日 - 12月28日、MBS・TBS）- 田中 役

#### フジテレビ
- 奇妙な出来事
  - 第3話  電話のある風景『長電話』（1989年10月23日）
  - 第15話 アップルパイ・ラプソディー（1990年2月12日）
- やっぱり猫が好き殺人事件（1990年3月29日）
- 東京ストーリーズ
  - 第34回「土曜の朝に…」（1990年7月16日）
  - 第44回「抱きしめるには近すぎて…」（1990年9月24日）
- 大人は判ってくれない 『サリンジャーの少女』（1992年3月12日）
- 世にも奇妙な物語
  - 「瞬」（1992年5月7日）- 和田修一 役
  - 春の特別編「超税金対策殺人事件」（2003年3月24日）- 浜崎 役
- 金曜エンタテイメント
  - 「名古屋嫁入り物語」6（1994年7月8日）
  - 「音の犯罪捜査官・響奈津子」2（1997年3月14日）- 牛丸 役
  - 「おかしな二人」（2000年5月12日）- 坂崎公平 役
  - 「ハマの静香は事件がお好き」2（2004年6月11日）- 瀬戸圭一 役
  - 「十津川警部夫人の旅情殺人推理」2（2004年6月18日）- 山岡茂 役
- ブラックX'mas 聖夜心中（1994年12月23日）
- ドラマ結婚式場 花嫁介添人がゆく7（1995年6月11日）
- 木曜の怪談（1995年 - 1996年） - 一色先生
- いのちの器（1998年、東海テレビ）- 倉田大輔 役
- HERO（2001年）- 江上達夫 役
  - HERO スペシャル（2006年）
  - HERO 第2シリーズ（2014年）第1回・第9回 - 第10回ゲスト
- ファイティングガール（2001年）- 大伴洋輔 役
- スタアの恋（2001年）- 小金井明 役
- フジテレビヤングシナリオ大賞「ほたるのゆき」（2001年11月17日）
- 性と街〜モテる技術〜（2002年10月4日）- 主演・秋山瞬 役
- 薔薇の十字架（2002年）- 北村甚 役
- SMAP×SMAP特別編 チョナン・カンスペシャル 愛の劇場&愛の唄「ヘンボカセヨ〜幸せになれよ〜」（2002年4月29日、関西テレビ・フジテレビ）
- 熱烈的中華飯店（2003年）- 野口拓郎 役
- ダイヤモンドガール（2003年）- 佐久間実 役
- ハコイリムスメ!（2003年、関西テレビ）- 田久保健 役
- プレミアムステージ 9・11 NYテロ真実の物語（2004年9月11日）
- ラストクリスマス（2004年）第2回 - 第4回ゲスト - 杉村行彦 役
- 徳川綱吉 イヌと呼ばれた男（2004年12月28日）- 稲葉正休 役
- スローダンス（2005年）第1回ゲスト - 江上政之 役
- 金曜エンタテイメント「捜査検事・千草泰輔の事件ファイル」赤の組曲（2005年11月4日）- 坂口秋男 役
- 小早川伸木の恋（2006年）- 直江 役
- 新・細うで繁盛記（2006年1月20日）- 原田正五 役
  - 新・細うで繁盛記2（2007年2月23日）
- 土曜プレミアム「キッチン・ウォーズ」（2006年2月25日）- 泉幸夫 役
- 翼の折れた天使たち「第二夜 ライブチャット」（2006年2月28日）- 新城 役
- 土曜プレミアム「死亡推定時刻」（2006年9月9日）- 滝本功 役
- 硫黄島〜戦場の郵便配達〜（2006年12月9日）- 松本巌 役
- 金曜プレステージ「壊れた脳 生存する知」（2007年1月19日）- 山田政男 役
- ライフ（2007年）- 佐古敏克 役
- はだしのゲン（2007年8月10日、8月11日）- 朴永甫 役
- 金賢姫を捕らえた男たち（2007年12月15日）- 矢原純一 役
- コード・ブルー -ドクターヘリ緊急救命-（2008年）- 森本忠士 役
  - コード・ブルー -ドクターヘリ緊急救命- スペシャル（2009年1月10日）
  - コード・ブルー -ドクターヘリ緊急救命- 2nd season（2010年）
- なでしこ隊〜少女達だけが見た特攻隊・封印された23日間〜（2008年9月20日）- 原田少佐 役
- ヴォイス〜命なき者の声〜（2009年）第3回ゲスト - 八木 役
- ハッピーバースデー（2009年）- 藤原裕治 役
- 土曜プレミアム 特別企画「戦場のメロディ」（2009年9月12日）
- 松本清張ドラマスペシャル・山峡の章（2010年1月29日）- 竹村忠則 役
- 素直になれなくて（2010年）- 矢野順一 役
- CONTROL〜犯罪心理捜査〜（2011年）- 小坂橋正次 役
- ショートピース2「クズ」（2011年5月22日）
- 私が恋愛できない理由（2011年）- 田村淳一 役
- dinner（2013年）第10回ゲスト - 冬樹恒彦 役
- 土曜プレミアム 星新一ミステリーSP「七人の犯罪者」（2014年2月15日）主演・男 役
- 極悪がんぼ（2014年）第1回ゲスト - 亀津井太郎 役
- 天才探偵ミタライ〜難解事件ファイル『傘を折る女』〜（2015年3月7日） - 高橋義彦 役
- 嫌われる勇気（2017年）第9回 - 第10回ゲスト - 庵堂道則 役
- 屋根裏の恋人（2017年）- 西條誠 役[21]
- イチケイのカラス 第1話（2021年4月5日） - 江波和義 役[22]
- 元彼の遺言状 第3話 - 最終話（2022年4月25日 - 6月20日）- 橘五郎 役[23]
- ダウ90000 深夜1時の内風呂で（2022年9月28日）
- スタンドUPスタート 第1話（2023年1月18日、フジテレビ） - 田中通久 役[24]
- イップス（2024年4月12日 - 6月21日、フジテレビ） - 初田豊 役[25]
- 明日はもっと、いい日になる（2025年7月7日 - 、フジテレビ） - 桜木里治郎 役[26][27]

#### テレビ朝日
- ネオドラマ たんぽぽ・くらぶ（1992年）
- 新空港物語（1994年）- 谷川銀次郎 役
- 味いちもんめ（1995年）- 伊橋司 役
  - 味いちもんめ スペシャル（2013年5月11日）
- おとり捜査官・北見志穂2（1999年4月3日）- 斉田豊次 役
- イントゥルーダー（1999年12月4日）- 藤田刑事 役
- 安楽椅子探偵の聖夜 〜消えたテディ・ベアの謎〜（2000年12月21日、12月25日、ABC）- 野村忠司 役
- 京都迷宮案内 スペシャル（2001年10月4日）- 三枝 役
- 西村京太郎トラベルミステリー40「青函特急殺人ルート」（2003年9月13日）- 宮下淳 役
- 女と男と物語 PART:II Episode7「離婚届の夜」（2003年11月15日、ABC）- 主演・久保田靖男 役
- 火災調査官・紅蓮次郎4（2004年10月9日）- 柚木竜一 役
- 新・科捜研の女 第1シリーズ（2004年）第8回ゲスト - 鮫島茂行 役
- 女変装捜査官2（2005年5月14日）- 宇佐美仁 役
- 検事・朝日奈耀子5（2006年11月11日）- 真田一郎 役
- おみやさん 第5シリーズ（2006年）第7回ゲスト - 岩本健太郎 役
- 警視庁電話指導官〜深川真理子の事件簿（2008年6月7日）- 武部圭一 役
- 第8回テレビ朝日21世紀新人シナリオ大賞ドラマ「ゴーストタウンの花」(2009年3月20日）- 柳川隆 役
- ナサケの女〜国税局査察官〜（2010年）- 日野敏八 役
  - ナサケの女 スペシャル（2012年2月4日）
- 忠臣蔵〜その男、大石内蔵助（2010年12月25日）- 赤垣源蔵 役
- アスコーマーチ〜明日香工業高校物語〜（2011年）- 大向徹 役
- 聖なる怪物たち（2012年） - 水原良二 役
- ドクターX〜外科医・大門未知子〜（2012年10月 - 12月） - 加地秀樹 役
  - ドクターX〜外科医・大門未知子〜2（2013年）第8回ゲスト
  - ドクターX〜外科医・大門未知子〜3（2014年）
  - ドクターX〜外科医・大門未知子〜 スペシャル（2016年7月3日）
  - ドクターX〜外科医・大門未知子〜4（2016年）
  - ドクターX〜外科医・大門未知子〜5（2017年）第10回ゲスト
  - ドクターx〜外科医・大門未知子〜6 (2019年)
  - ドクターx〜外科医・大門未知子〜7 (2021年)
- ドクターY〜外科医・加地秀樹〜 主演　加地秀樹 役　ドクターX〜外科医・大門未知子〜のスピンオフドラマ
  - ドクターY〜外科医・加地秀樹〜（2016年9月29日 - 11月3日、テレ朝動画・auビデオパス）[28]
  - ドクターY〜外科医・加地秀樹〜2（2017年9月26日 - 10月31日、テレ朝動画・auビデオパス）[29]
  - ドクターY〜外科医・加地秀樹〜3（2018年9月15日 - 29日、テレ朝動画・auビデオパス）
  - ドクターY〜外科医・加地秀樹〜4（2019年10月6日）
  - ドクターY〜外科医・加地秀樹〜5（2020年10月4日）
  - ドクターY〜外科医・加地秀樹〜6（2021年10月7日）
  - ドクターY〜外科医・加地秀樹〜7（2024年11月30日）[30]
- 西村京太郎トラベルミステリー61「越後・会津殺人ルート」（2014年3月22日）- 浦部慶一 役
- ショカツの女9（2014年9月27日）- 草間和弘 役
- 警視庁 ナシゴレン課（2016年）- 伊吹暁彦 役[31]
- アガサ・クリスティ 二夜連続ドラマスペシャル「パディントン発4時50分〜寝台特急殺人事件〜」（2018年3月24日）- 唐木警部 役
- 激レアさんを連れてきた。 ドラマシアター激アツ!! ヤンキーサッカー部(2018年9月21日・28日)- 顧問・剛田 役
- リーガルV〜元弁護士・小鳥遊翔子〜（2018年） - 大鷹高志 役
- 日曜プライム 「疑惑」（2019年） - 前田健次 役
- アリバイ崩し承ります（2020年） - 牧村匠 役
- BG〜身辺警護人〜第2章（2020年） - 小俣健三 役
- 七人の秘書（2020年12月10日）最終話ゲスト -八神達樹 役
- 鉄道捜査官（2021年8月2日） -三沢貴彦 役
- 相棒
  - season21 - 厩谷琢 役[32]
    - 第1話「ペルソナ・ノン・グラータ〜殺人招待状」（2022年10月12日）
    - 第2話「ペルソナ・ノン・グラータ〜二重の陰謀」（2022年10月19日）
- シッコウ!!〜犬と私と執行官〜（2023年7月4日 - 9月12日） - 日野純二 役[33]
- 今日からヒットマン（2023年10月27日 - 12月15日） - 遠藤保 役[34]
- マルス-ゼロの革命- 第2話（2024年1月30日） - 火野武夫 役[35]
- マイダイアリー（2024年10月20日 - 12月22日、朝日放送テレビ） - 喜田義弘 役[36]
- 新・暴れん坊将軍（2025年1月4日） - 大岡忠相 役[37]
- きみは面倒な婚約者 プラチナ編（2025年3月29日 - 、テレビ朝日） - 橘槙雄 役[38]

#### テレビ東京
- 日本名作ドラマ　こころ （1994年10月31日） - 学生時代の「先生」役
- 人情馬鹿物語 親なしっ子（1998年1月1日）
- ドラマスペシャル 血脈（2003年9月8日）- サトウハチロー 役
- ドラマスペシャル 巨悪は眠らせない 特捜検事の逆襲（2016年10月5日） - 寺島光太郎 役
- ドラマスペシャル パンセ（2017年3月31日、4月1日） - 樺山力丸 役[39]
- テレビ東京開局記念日 ドラマ特別企画 破獄（2017年4月12日） - 泉吾郎 役[40]
- 犯罪の回送（2018年7月2日） - 春田雄次
- ラストチャンス 再生請負人（2018年7月16日 - 9月3日） - 岸野聡 役[41]
- ドラマスペシャル 「堂場瞬一サスペンス ラストライン 刑事 岩倉剛」（2020年6月29日） - 安原康介 役[42]
- アノニマス〜警視庁“指殺人”対策室〜（2021年1月25日 - 3月15日） - 越谷真二郎 役[43]
- ひねくれ女のボッチ飯 第1話（2021年7月2日） - 上司 役[44]
- 雪女と蟹を食う（2022年7月9日 - 9月24日）- 雪枝一騎 役[45]
- 記憶捜査3 第1話･第2話（2022年11月4日･11日）- 友川誠 役
- ペルソナの密告 3つの顔をもつ容疑者（2023年3月24日） - 郷田修一 役[46]
- バンカケ〜警視庁自動車警ら隊（2023年3月27日） - 鉄元克己 役[47]
- 弁護士ソドム（2023年4月28日 - 6月16日） - 小田切宏 役[48]
- さらば、佳き日 第5話 - 最終話（2023年7月10日 - 7月31日） - 山田伝二 役[49]
- くすぶり女とすん止め女（2023年10月11日 - 11月29日） - 山本武 役[50]
- チェイサーゲーム W パワハラ上司は私の元カノ（2024年1月9日 - 2月27日） - 石井輝義 役[51]
- ダブルチート 偽りの警官 Season1 第1話（2024年4月26日） - 鹿野博之 役[52]
- しょせん他人事ですから 〜とある弁護士の本音の仕事 第6話・第7話（2024年8月30日・9月6日） - 西村和徳 役[53]
- 私があなたといる理由〜グアムを訪れた3組の男女の1週間〜（2025年7月2日 - ） - 花田健次郎 役[54]

#### WOWOW
- 蛇のひと（2010年3月7日）- 里中 役
- パンドラII 飢餓列島（2010年）- 吉良英彦 役
- 學（2012年1月1日）- 大下 役
- しんがり 山一證券 最後の聖戦（2015年）- 林幸博 役
- 水晶の鼓動（2016年）- 手代木行雄 役

#### BSジャパン
- 西村京太郎サスペンス「海の沈黙」（2001年3月18日）- 西本刑事 役
- 夏樹静子サスペンス「死刑台のロープウェイ」（2001年7月15日）- 不二木達生 役
- 西村寿行サスペンス「特命刑事・徳田左近」時効〜成立直前4日（2004年12月19日）- 原田康行 役
- 法廷荒らし 弁護士・猪狩文助「京都美人妻殺人事件」（2007年11月18日）- 本間博 役
- 文豪の食彩（2014年3月30日、12月6日）- 主演・川中啓三 役

#### BS-TBS
- ママはバーテンダー〜今宵も踊ろう〜 第3話（2023年2月2日）- 熊田和雄 役

#### KBS
- のり子、ソウルへ行く!（2011年9月10日）- 森博史 役

### 映画
- ほんの5g（1988年） - 宮島先輩 役
- ボクが病気になった理由（1990年）- 藤井俊太郎 役
- 波の数だけ抱きしめて（1991年）- 池本 役
- C（コンビニエンス）・ジャック（1992年）- 木村浩 役
- ソナチネ（1993年）- 良二 役
- キリコの風景（1998年）- 西川 役
- セカンドチャンス（1999年）- 原田 役
- 39 刑法第三十九条（1999年）- 砂岡明 役
- サラリーマン金太郎（1999年）- 田中政和 役
- ゴジラ×メガギラス G消滅作戦（2000年）- 新倉誠 役[1]
- つんく♂プロデュース マネーざんすっ!（2001年）※監督
- ホテルビーナス（2004年）
- 問題のない私たち（2004年）- 笹岡文成 役
- あかね空（2007年）- 嘉次郎 役
- 東京フレンズ The Movie（2006年8月12日）- 笹川和夫 役
- ビルと動物園（2007年7月19日）- 杉浦 役
- HERO（2007年9月8日）- 江上達夫 役
- 禅 ZEN（2009年1月10日）- 波多野義重 役
- 呪怨 黒い少女（2009年6月27日）- 横田 役
- 時をかける少女（2010年3月13日）- 浅倉吾朗 役
- 獄（ひとや）に咲く花（2010年4月10日）- 弘中勝之進 役
- THE LAST MESSAGE 海猿（2010年9月18日）- 遠藤翔太 役
- 君に届け（2010年9月25日）- 爽子の父 役
- 極道めし（2011年、前田哲監督）- 南真太 役
- アンソロジー映画 らもトリップ「仔羊ドリー」（2012年2月25日）
- クロユリ団地（2013年5月18日）- 二宮勲 役
- カノジョは嘘を愛しすぎてる（2013年12月14日公開、東宝、小泉徳宏監督）- 理子の父 役
- 龍三と七人の子分たち（2015年4月25日）- 龍平 役
- だれかの木琴（2016年9月10日）- 親海光太郎 役[55]
- U-31（2016年、トキメディアワークス） - 木村良平 役[56]
- 無限の住人（2017年4月29日）- 浅野虎厳 役
- ラスト・ホールド!（2018年5月12日）[57]- 大島徹 役
- 蝶の眠り（2018年5月12日）- 石井 役
- 劇場版 仮面ライダービルド Be The One（2018年8月4日）- 伊能賢剛 / 仮面ライダーブラッド 役[58][59]
- 七つの会議（2019年2月1日）- 加茂田久司 役
- 地獄の花園（2021年5月21日）- 冴木妙子 役
- マスカレード・ナイト（2021年9月17日） - 曽根昌明 役
- 水は海に向かって流れる（2023年6月9日） - 榊謹悟 役[60]
- 大名倒産（2023年6月23日） - 板倉周防守 役[61]
- 首（2023年11月23日） - 斎藤利三 役[62][63]
- 劇場版ドクターX FINAL（2024年12月6日）- 加地秀樹 役
- 劇場版 緊急取調室 THE FINAL（2025年12月26日公開予定） - 角田 役[64][65][66]

### 舞台
- 朝日のような夕日をつれて'87（1987年）- 研究員・ゴドー1 役
- モダン・ホラー特別編（1987年、本多劇場）- 西川口浩／けだ2 役
- 大恋愛（1988年）
- 天使は瞳を閉じて（1988年）- 男4／No.105／とその子孫かもしれない／ユタカ 役
- 宇宙で眠るための方法について＜序章＞（1989年）- けだ2／クリア・ダンサー 役
- ピルグリム（1989年）- 直太郎 役
- さよなら騎士（ナイト）たち　情けは人のためばかり（1990年）
- ビー・ヒア・ナウ（1990年）- 柄谷哲 役
- 朝日のような夕日をつれて'91（1991年）- 研究員・ゴドー1 役
- ハッシャ・バイ（1991年）男2／男3 役
- 天使は瞳を閉じて〜インターナショナル・ヴァージョン〜（1991年 - 1992年）「会社」と書かれた服を着た男／その子孫かもしれないユタカ 役
- ウィンド・イン・ザ・ウィロー（1993年、青山劇場）- モグラ 役
- 授業-ザ・ズゥシアター
- 滅びかけた人類、その愛の本質とは…（1993年、PARCO劇場）
- 近松心中物語（1995年 - 1996年）- 与兵衛 役
- 零れる果実（1996年、シアターコクーン）
- 昭和歌謡大全集（1997年、銀座セゾン劇場）
- CLOUD9（1998年、SPACE PART3）
- ポップコーン（1998年、銀座セゾン劇場）
- 半神（1999年、シアターコクーン）
- パンドラの鐘（1999年、シアターコクーン）- ミズヲ 役
- VOYAGE〜船上の謝肉祭〜（2000年、シアターコクーン）
- マクベス（2001年、シアターコクーン）- マクダフ 役
- ストーンズ・イン・ヒズ・ポケッツ（2002年）
- 法王庁の避妊法（2003年）- 主演・荻野久作 役
- シブヤから遠く離れて（2004年、シアターコクーン）- フナキ 役
- 天保十二年のシェイクスピア（2005年）- 尾瀬の幕兵衛 役
- 白夜の女騎士（2006年、シアターコクーン）- その後の信長 役
- コリオレイナス（2007年）- タラス・オーフィディアス 役
- ドラクル（2007年、シアターコクーン）
- キル（2007年 - 2008年、シアターコクーン）- 結髪 役
- 表裏源内蛙合戦（2008年、シアターコクーン 他）
- ちっちゃなエイヨルフ（2009年、あうるすぽっと）- 主演・アルメルス 役
- LOVE 30 VOL.3「ピアノ・レッスン」（2009年、PARCO劇場）
- コースト・オブ・ユートピア - ユートピアの岸へ（2009年、シアターコクーン）- ミハイル・バクーニン 役
- Believer/ビリーバー（2010年、世田谷パブリックシアター 他）- 主演・ハワード 役
- ファウストの悲劇（2010年、シアターコクーン）- メフィストフェレス 役
- あゝ、荒野（2011年）- 片目のコーチ 役
- シンベリン（2012年、彩の国さいたま芸術劇場 他）- クロートン 役
- ボクの四谷怪談（2012年、シアターコクーン）- 伊藤喜兵衛 役
- アジア温泉（2013年、新国立劇場 他）- カケル 役
- 祈りと怪物〜ウィルヴィルの三姉妹（2013年、シアターコクーン）- ドン・ガラス 役
- 冬眠する熊に添い寝してごらん（2014年、シアターコクーン 他）- 伝説の熊猟師 役
- スタンド・バイ・ユー 〜家庭内再婚〜（2015年、シアタークリエ 他）- 榊誠治 役
- ウーマン・イン・ブラック＜黒い服の女＞（2015年、PARCO劇場 他）- オールド・キップス 役
- 青い瞳（2015年、シアターコクーン）- タカシマさん 役
- 魔術（2016年、本多劇場 他）
- メルシー！おもてなし 〜志の輔らくごMIX〜（2016年、PARCO劇場 他）- 魚屋 魚勝 役
- 朗読劇『ラヴ・レターズ』（2016年8月6日、PARCO劇場） - アンディ 役[67]
- Defiled -ディファイルド-（2017年4月 - 2017年5月、DDD青山クロスシアター 他） - ブライアン・ディッキー 役[68]
- 関数ドミノ（2017年10月 - 2017年11月、本多劇場 他）- 横道赤彦 役[69]
- 「罪と罰」（2019年1月 - 2月、Bunkamura シアターコクーン/森ノ宮ピロティホール）- ポルフィーリー・ペトローヴィチ 役[70]
- ライフ・イン・ザ・シアター（2022年3月3日 - 4月10日、新国立劇場 小劇場 他） - ロバート 役[71]
- ウーマン・イン・ブラック（2024年、PARCO劇場） - オールド・キップス 役[72]
- リア王（2025年公演予定、THEATER MILANO-Za 他） - 道化 役[73]

### バラエティ
- IQエンジン（1989年1月 - 9月、フジテレビ）
- 天才・たけしの元気が出るテレビ!!（1990年10月 - 1995年9月、日本テレビ）
- フランスワインの祭典 ボルドー仮装マラソン（テレビ朝日）
- いきつけ（2011年 - 2016年、BSフジ）- 常連客・牧村 役
- 中居正広の金曜日のスマたちへ「金スマ ニッポン企業伝 セブン-イレブン波瀾万丈」（2012年7月6日、TBS） - 鈴木敏文 役
- 発見!タカトシランド（北海道文化放送）
  - 2020年4月10日 - 西岡エリアでイイとこ探し!
  - 2020年4月17日 - 南平岸エリアでイイとこ探し!
  - 2023年5月19日 - 平岡・美しが丘エリアでイイとこ探し!
  - 2023年5月26日 - 北郷・川下エリアでイイとこ探し!
- ローカル線よくばり絶景旅 村井美樹が行く!大井川鉄道 新名所＆超穴場 徹底満喫スペシャル (2022年5月10日、BSテレ東/BSテレ東4K) [74]
- ぶらり途中下車の旅 「京成線の旅」（2022年7月2日、日本テレビ） - 旅人 役[75]
- 有吉のお金発見 突撃!カネオくん（2023年1月28日、NHK総合）
- くりぃむクイズ ミラクル9（テレビ朝日） - 不定期出演
- プレバト!!（毎日放送） - 不定期出演（俳句・特待生5級）
- あなたの知らない京都旅 ～1200年の物語～（BS朝日）- 旅人
  - 2024年9月19日 - 心を整える 〜景色・歴史物語・食〜
  - 2025年1月30日 - 都で開運! 秘宝・秘仏と出会う

### ドキュメンタリー・教養番組
- 世界ウルルン滞在記（2000年2月13日、2007年1月14日、毎日放送）
- 金曜エンタテイメント特別企画「8・12日航機墜落事故 20年目の誓い〜天国にいるわが子へ〜」（2005年8月12日、フジテレビ） - 美谷島善昭 役
- 歴史発掘スペシャル ドイツからの贈りもの〜奇跡の絆の物語（2006年1月22日、フジテレビ）
- 未来観測 つながるテレビ@ヒューマン（2007年4月 - 2008年3月、NHK）
- スクール・オブ・フィルム（2007年4月 - 2008年12月、ムービー・プラス）
- 時々迷々 第4回「働かざる者」（2009年5月27日、NHK Eテレ）- ソウスケの父 役
- 直伝 和の極意 仏像・精進料理・写経 とっておきの宿坊を楽しむ!（2010年6月 - 7月、NHK Eテレ）
- FOOT×BRAIN（2011年4月2日 - 、テレビ東京） - 司会
- テレビでドイツ語 （2012年4月3日 - 9月25日、NHKEテレ）- ナビゲーター
- ファミリーヒストリー（2013年2月、NHK）
- 発掘!歴史に秘めた恋物語（2014年10月13日 - 2015年9月28日、BSフジ）- 司会
- カラダの食育 そうなんだ研究所（2017年1月 -2017年3月、TBSテレビ）- 所長
- 武将温泉 〜名将の陰に名湯あり〜 徳川家康編（2023年1月4日、NHK総合）
- リモート繋いだら、偉人のプレゼンいきなり始まった。（2023年1月17日、フジテレビ）- 聖武天皇 役

### ナレーション
- 出会いのストーリー「2002年8月の出会いのストーリー」（2002年8月6日 -8月27日、フジテレビ）- 朗読
- いいはなシーサー（2007年10月4日 - 2009年10月1日、テレビ朝日）
- 女自転車ふたり旅 in ハワイ 二人のビッグ・アイランド（2009年12月29日、NHK）
- ホリデーにっぽん ピリカがくれた宝物〜山村留学の子どもたち〜（2010年2月11日、NHK） - 語り
- 京都心の都へ プレミアム 〜千年の奏で〜（2010年7月11日、日本テレビ）
- スポーツ大陸 一歩一歩に魂こめて〜競歩・山﨑勇喜〜（2010年10月17日、NHK） - 語り
- 心の都へスペシャル「千年の都 美の旅人〜京都・美の彩り編〜」（2013年10月27日、BS日テレ）

### ラジオドラマ
- ドラマ　郡上おどりの夜に（2001年3月30日、NHK-FM） - 直人 役[76]
- FMシアター（NHK-FM）
  - 『永遠のホームページ　最愛なる者へ』（2003年6月21日、NHK-FM） - 稲垣誠 役[77][78]
  - 『空振りホームラン』（2017年12月9日、NHK-FM）[79]
  - 『あの日々たちよ～詩劇としての』（2022年6月11日、塩見三省 作）[80] - 劇場支配人 役
- 青春アドベンチャー（NHK-FM）
  - 『ロズウェルなんか知らない』（2008年2月4日 - 15日、NHK-FM） - 靖夫 役[81]
- 稲村ジェーン2021 〜それぞれの夏〜（2021年8月23日 - 26日、ニッポン放送 / 2021年8月29日、TOKYO FMほか） - バーのマスター 役[82]

### ラジオ
- 岡田惠和 今宵、ロックバーで〜ドラマな人々の音楽談義〜　第140回（2014年12月20日、NHK-FM）[83]
- ミュ〜コミ+プラス「百田夏菜子とラジオドラマのせかい」（2020年11月9日 - 30日、ニッポン放送） - 11月度マンスリーゲスト[84]
- 村上春樹を読む「ドライブ・マイ・カー」 〜短編集「女のいない男たち」より〜（2022年8月8日[85] - 26日、NHKラジオ第1） - 全15回で表題作と「イエスタデイ」を放送、そのうち表題作8回を朗読（8月17日まで）[86]
  - 『朗読の世界』で「村上春樹短編集」として再放送（2024年1月22日 - 2月9日、NHK-FM）[87][88]

### CM
- 大幸薬品 セイロガン 糖衣A
- 富士通「夢をかたちに」シリーズ - 謎の男 役

### 配信ドラマ
- ショート・プログラム「若葉マーク」（2022年3月4日配信、Amazon Prime Video）[89] - 森山所長 役
- ケンシロウによろしく（2023年9月22日配信、DMM TV） - 西ヶ上 役[90]
- 今日からラブリーマン（2023年11月4日 - 、TELASA） - 遠藤保 役[91]
- きみは面倒な婚約者 ダイヤ編（2025年3月3日、TELASA） - 橘槙雄 役[38]

### オリジナルビデオ
- 神様のピンチヒッター（1991年5月23日、日活）
- ゲッ!!死ぬまであと24時間（1992年5月29日）
- 熱血！二代目商店街（1999年・2000年、日活）全2作 - 朝本 保（酒屋）
  - 熱血！二代目商店街 熱血編（1999年12月22日）
  - 熱血！二代目商店街 爆裂編（2000年2月25日）
- DVDドラマ 東京フレンズ（2005年6月3日、avex）- 笹川和夫